# Une mésaventure de Shylock
Le Miroir de Venise o Une mésaventure de Shylock és un curtmetratge mut francès del 1905 dirigit per Georges Méliès.
El personatge principal, escrit constantment "Schylock" als materials de Méliès, es va inspirar en Shylock d' El mercader de Venècia de William Shakespeare.Judith Buchanan, experta en cinema Shakespeare, conclou que la pel·lícula era "probablement només lleugerament shakespeariana".
Va ser venut per la Star Film Company de Méliès i està numerat del 699 al 701 als seus catàlegs, on era anunciat com une mésaventure de Schylock. Actualment es presumeix perduda.